# Burning Witches
 (novembre 2023).
La mise en forme du texte ne suit pas les recommandations de Wikipédia : il faut le « wikifier ».
Les points d'amélioration suivants sont les cas les plus fréquents. Le détail des points à revoir est peut-être précisé sur la page de discussion.
- Les titres sont pré-formatés par le logiciel. Ils ne sont ni en capitales, ni en gras.
- Le texte ne doit pas être écrit en capitales (les noms de famille non plus), ni en gras, ni en italique, ni en « petit »…
- Le gras n'est utilisé que pour surligner le titre de l'article dans l'introduction, une seule fois.
- L'italique est rarement utilisé : mots en langue étrangère, titres d'œuvres, noms de bateaux, etc.
- Les citations ne sont pas en italique mais en corps de texte normal. Elles sont entourées par des guillemets français : « et ».
- Les listes à puces sont à éviter, des paragraphes rédigés étant largement préférés. Les tableaux sont à réserver à la présentation de données structurées (résultats, etc.).
- Les appels de note de bas de page (petits chiffres en exposant, introduits par l'outil «  Source ») sont à placer entre la fin de phrase et le point final[comme ça].
- Les liens internes (vers d'autres articles de Wikipédia) sont à choisir avec parcimonie. Créez des liens vers des articles approfondissant le sujet. Les termes génériques sans rapport avec le sujet sont à éviter, ainsi que les répétitions de liens vers un même terme.
- Les liens externes sont à placer uniquement dans une section « Liens externes », à la fin de l'article. Ces liens sont à choisir avec parcimonie suivant les règles définies. Si un lien sert de source à l'article, son insertion dans le texte est à faire par les notes de bas de page.
- La présentation des références doit suivre les conventions bibliographiques. Il est recommandé d'utiliser les modèles {{Ouvrage}}, {{Chapitre}}, {{Article}}, {{Lien web}} et/ou {{Bibliographie}}. Le mode d'édition visuel peut mettre en forme automatiquement les références.
- Insérer une infobox (cadre d'informations à droite) n'est pas obligatoire pour parachever la mise en page.

Pour une aide détaillée, merci de consulter Aide:Wikification.
Si vous pensez que ces points ont été résolus, vous pouvez retirer ce bandeau et améliorer la mise en forme d'un autre article.
Burning Witches est un groupe suisse de heavy metal et power metal originaire de Brugg, en Argovie.

## Histoire

### Formation et débuts éponymes
Romana Kalkuhl, guitariste rythmique d'Atlas and Axis, cherchait depuis longtemps un casting pour un groupe de heavy metal entièrement féminin. Au fil des années, elle fait la connaissance de différentes musiciennes et trouve enfin le premier casting avec la bassiste Jeanine Grob, la batteuse Lala Frischknecht et la chanteuse Seraina Telli. En 2016, la guitariste principale Alea Wyss complète la formation. Vint d'abord un single éponyme, qui était également la première démo du groupe. Il est élu « démo du mois » dans Rock Hard et Metal Hammer,.
En 2017, Burning Witches sort son premier album éponyme auto-produit, réalisé par VO Pulver (Poltergeist, Gurd) et Marcel « Schmier » Schirmer (Destruction). L'album est distribué via la plateforme de financement participatif PledgeMusic. Avec la chanson Jawbreaker, l'album contient une reprise d'une chanson de Judas Priest. L'album atteint la 73e place des charts suisses. Peu de temps après la sortie, Burning Witches commence à écrire des chansons pour leur prochain album. Le 14 février 2018, Nuclear Blast annonce avoir signé le groupe.

### HexenhammeretDance with the Devil
Entre-temps, Wyss est remplacée par Sonia « Anubis » Nusselder, originaire des Pays-Bas. Une tournée en première partie de Grave Digger suit. Une première bande-annonce d'album sort le 12 septembre 2018. Trois singles numériques suivent. L'album Hexenhammer sort le 9 novembre 2018. Il ne s’agit pas d’un album concept au sens strict, même si le livre homonyme joue un rôle dans certaines chansons. Avec Holy Diver du groupe Dio, il y a à nouveau une reprise sur l'album. L'album atteint la 43e place des charts allemands et la 21e place en Suisse. En juin 2019, la chanteuse Seraina Telli quitte le groupe pour poursuivre son propre groupe, Dead Venus. Elle est remplacée par la chanteuse néerlandaise Laura Guldemond du groupe Shadowrise.
À l'été 2019, Burning Witches joue aux festivals Wacken, Summer Breeze et Rockharz Open Air. L'album Dance with the Devil, produit par Pulver et Schirmer, sort le 6 mars 2020. L'album contient une reprise de la chanson Battle Hymn de Manowar, qui met en vedette les musiciens invités Ross the Boss et Michael Lepond. Dance with the Devil est entré dans les charts allemands et suisses respectivement aux numéros 22 et 14. Quelques mois plus tard, Nusselder quitte le groupe après avoir fondé le groupe de death metal Crypta avec les anciennes musiciennes de Nervosa Fernanda Lira et Luana Dametto. Larissa Ernst prend ensuite la relève en tant que guitariste principal.

### The Witch of the North
Le 4 décembre, le groupe sort l'EP The Circle of Five avant d'enregistrer son quatrième album studio, The Witch of the North. L'album est de nouveau produit par Schirmer et mixé et masterisé par VO Powder. L'album sort le 28 mai 2021. Il entre dans les charts allemands et suisses respectivement aux numéros 16 et 6. En février 2022, le groupe signe un nouveau contrat d'enregistrement avec le label autrichien Napalm Records. Leur première tournée aux États-Unis avec The Iron Maidens a lieu en 2022.

## Style musical
Burning Witches est principalement influencé par le heavy metal des années 1980, mais les musiciennes écoutent également d'autres musiques. Entre autres choses, Nusselder a également joué dans le groupe de death metal Sephiroth. Sonia « Anubis » Nusselder est actuellement la guitariste du groupe Cobra Spell. Musicalement, le groupe n'est pas sans rappeler Iron Maiden, Alice Cooper et Judas Priest,.

## Membres

### Membres actuelles
- Romana Kalkuhl - guitare (depuis 2015)
- Jeanine Grob - basse (depuis 2015)
- Lala Frischknecht - batterie (depuis 2015)
- Laura Guldemond - chant (depuis 2019)
- Larissa Ernst - guitare (depuis 2020)

### Membres originales
- Seraina Telli - chant (2015–2019)
- Alea Wyss - guitare (2015–2018)
- Sonia « Anubis » Nusselder - guitare (2018–2020)

### Musiciennes live
- Courtney Cox - guitare, chœurs (2023)

## Discographie

### Albums studio
| Burning Witches        | - Sortie : 26 mai 2017 - Label : Non Stop Music Records | -  | 73 |
| Hexenhammer            | - Sortie : 9 novembre 2018 - Label : Nuclear Blast      | 43 | 21 |
| Dance with the Devil   | - Sortie : 6 mars 2020 - Label : Nuclear Blast          | 22 | 14 |
| The Witch of the North | - Sortie : 28 mai 2021 - Label : Nuclear Blast          | 16 | 6  |
| The Dark Tower         | - Sortie : 5 mai 2023 - Label : Napalm Records          | 20 | 3  |

### EP
- 2018 : Burning Alive (EP, autoproduit)
- 2019 : Wings of Steel (EP, Nuclear Blast)
- 2020 : The Circle of Five (EP, Nuclear Blast)

### Singles
- 2016 : Burning Witches (Demo 2016, Self-produced)
- 2018 : Hexenhammer (Nuclear Blast)
- 2018 : Executed (Nuclear Blast)
- 2018 : Open Your Mind (Nuclear Blast)
- 2019 : Wings of Steel (Nuclear Blast)
- 2020 : Sea of Lies (Nuclear Blast)
- 2020 : Dance with the Devil (Nuclear Blast)
- 2021 : Flight of the Valkyries (Nuclear Blast)
- 2023 : The Dark Tower (Napalm Records)
- 2023 : Unleash the Beast (Napalm Records)
- 2023 : World on Fire (Napalm Records)

### Reprises
- Jawbreaker, Judas Priest, sur Burning Witches
- Holy Diver, Dio, sur Burning Alive et Hexenhammer
- Battle Hymn, Manowar, sur Dance with the Devil
- Hall of the Mountain King, Savatage, sur The Witch of the North
- Shot in the Dark, Ozzy Osbourne, sur The Dark Tower
- I Wanna Be Somebody, W.A.S.P., sur The Dark Tower